# Sender Thurnau

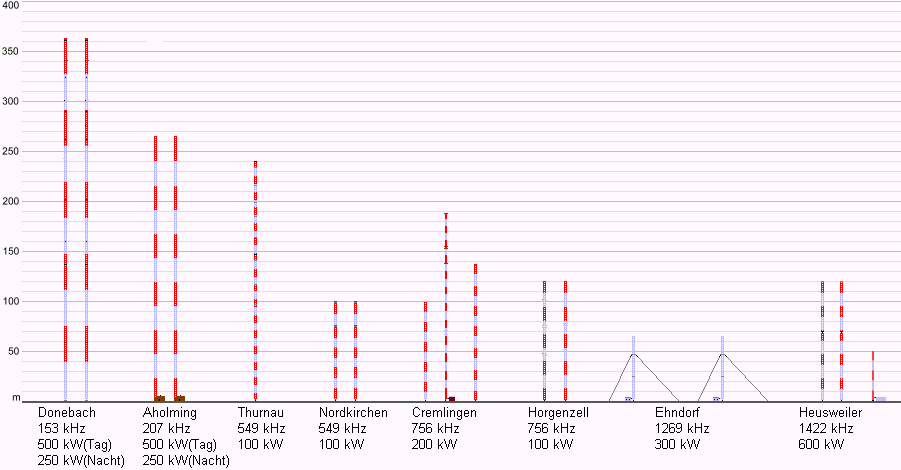
Höhendiagramm der Sendemasten der Lang- und Mittelwellensender des Deutschlandfunks

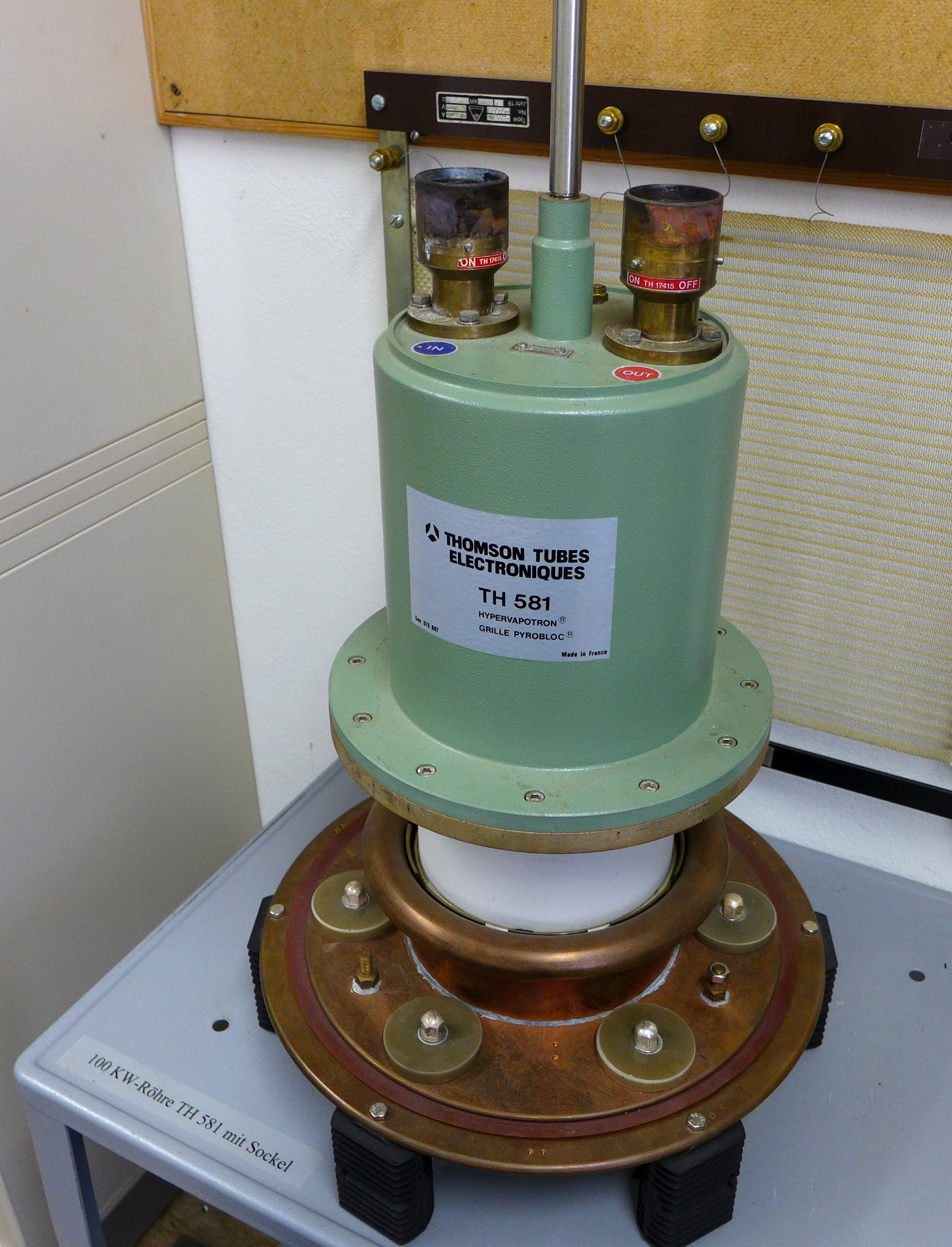
Endröhre mit 100 kW

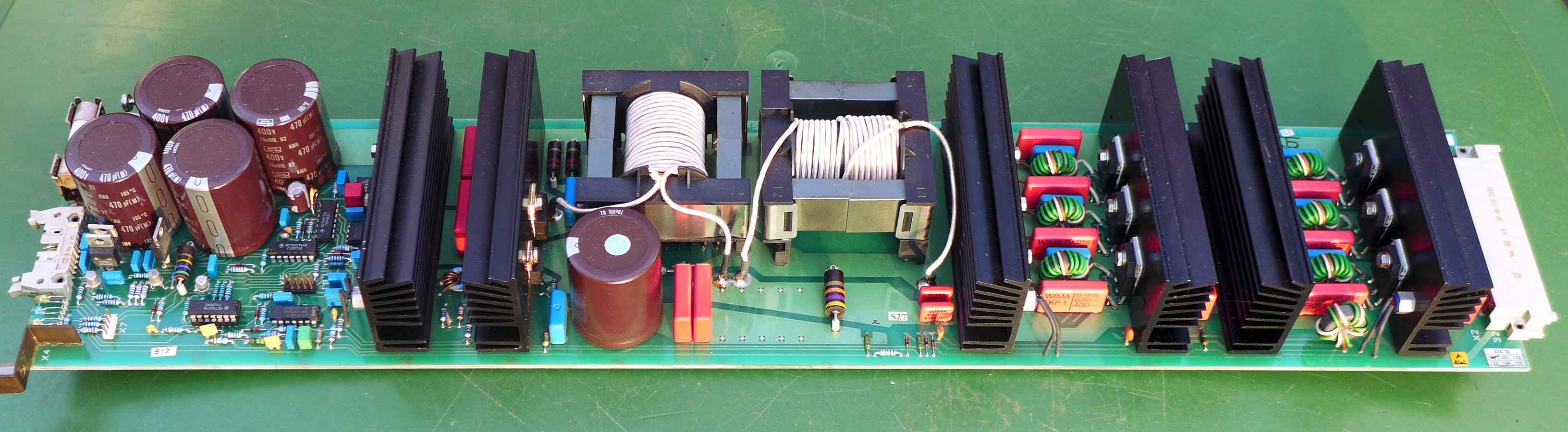
Später ersetzten >= 50 Einschübe mit je 2 kW die Endröhre

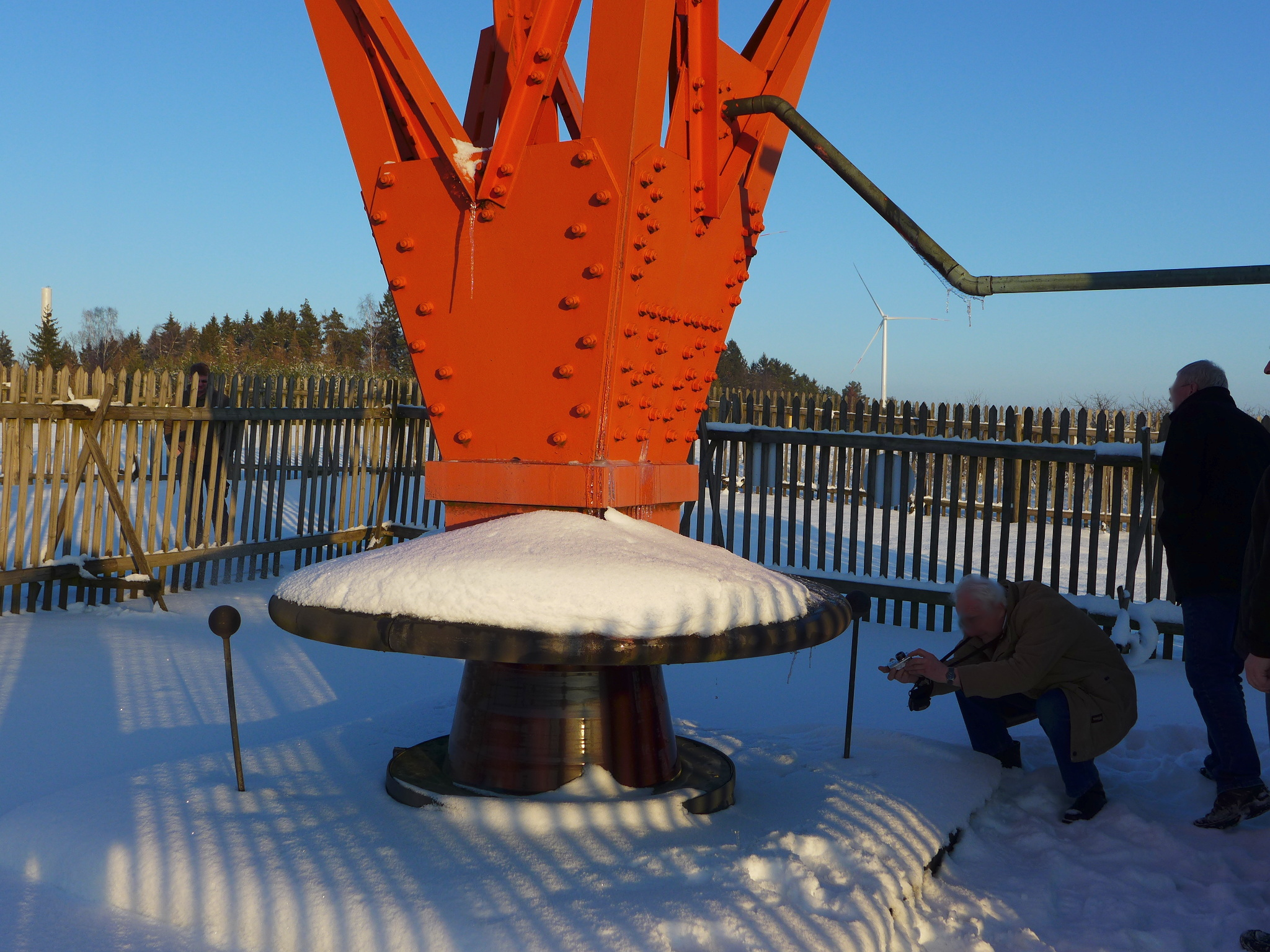
Isolator des Mastes

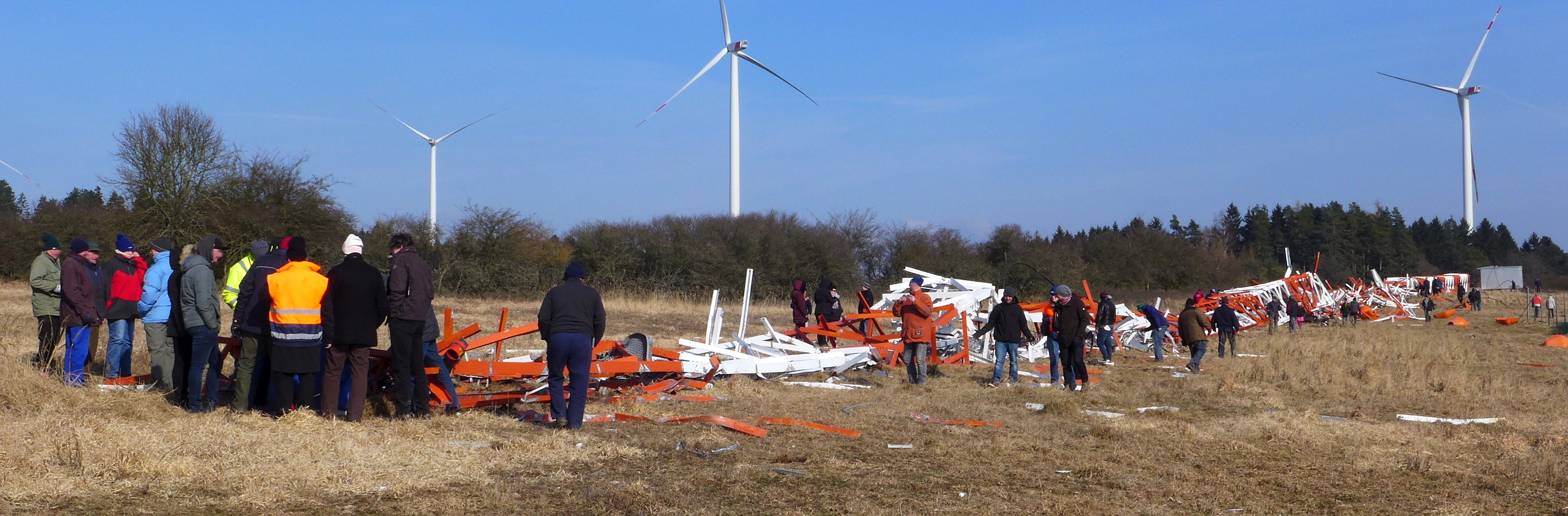
Gesprengter Mast des Mittelwellensenders Thurnau

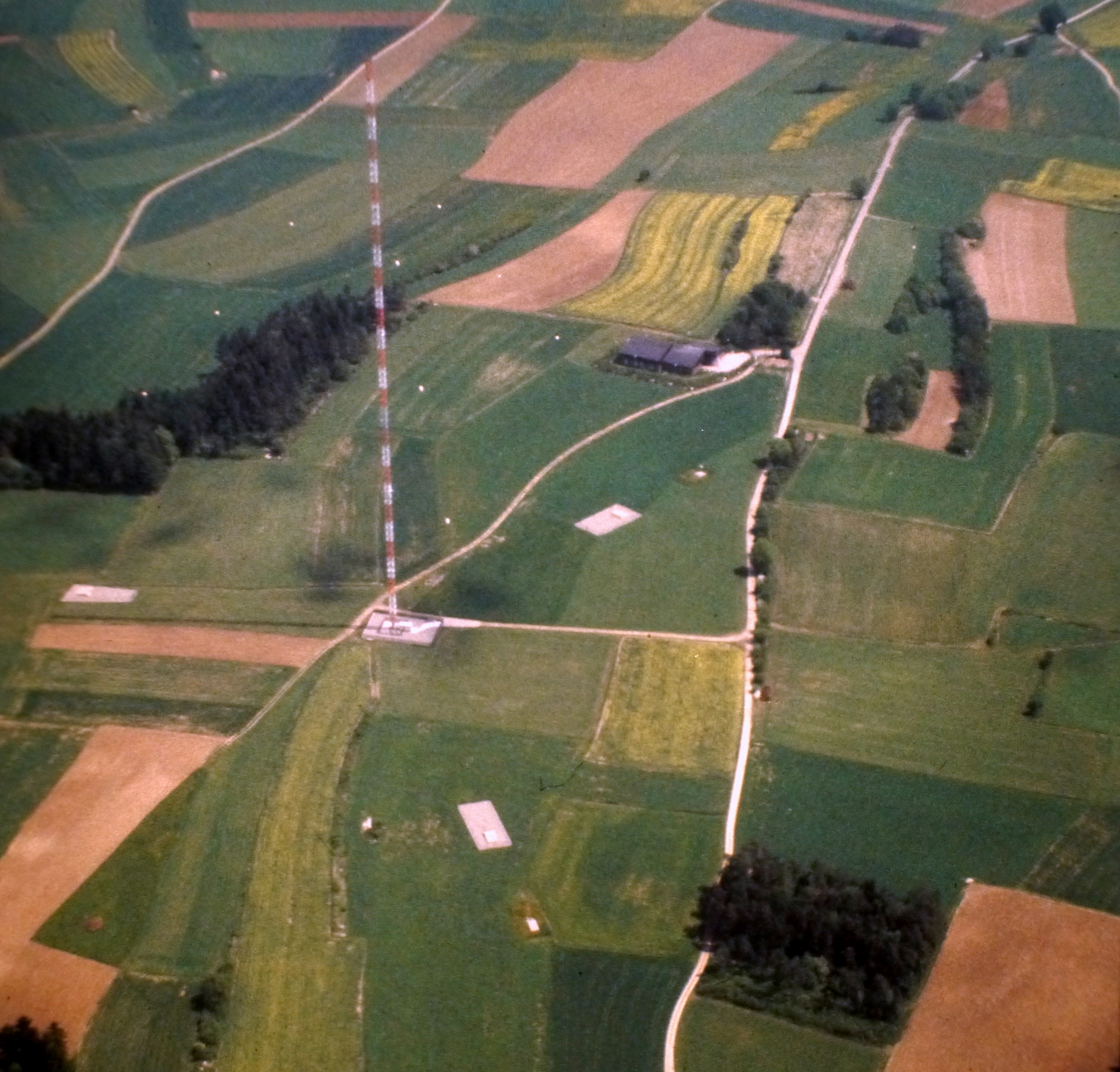
Luftaufnahme aus dem Jahr 1986

Der Sender Thurnau war ein 200-kW-Mittelwellensender der Deutschen Bundespost für die Frequenz 549 kHz bei Tannfeld in der Nähe von Thurnau in Oberfranken, Mitte der 1990er Jahre auf 100 kW reduziert, danach betrieben von Media Broadcast GmbH. Er verwendete als Sendeantenne einen 240 Meter hohen, gegen Erde isolierten selbststrahlenden Stahlfachwerkmast mit sternförmigem, 250 m durchmessenden Erdnetz. Zusammen mit dem Sender Nordkirchen in Nordrhein-Westfalen wurde im Gleichwellenbetrieb gesendet.
Für den Senderstandort wurden 11 Mio. D-Mark investiert.
Am 31. Dezember 2015 wurde der Sender als einer der letzten verbliebenen deutschen Mittelwellensender abgeschaltet. Der Mast wurde am 27. Februar 2018 gesprengt.